# Liuyuan, Gansu
Liuyuan (kinesiska: 柳园) är en köping i nordvästra Kina. Den ligger i Guazhou härad i staden Jiuquan i provinsen Gansu, omkring 910 kilometer nordväst om provinshuvudstaden Lanzhou. Antalet invånare är 7 673. Befolkningen består av 2 379 kvinnor och 5 294 män. Barn under 15 år utgör 8,0 %, vuxna 15-64 år 88 %, och äldre över 65 år 3,0 %.